# 1976年のエチオピア
1976年のエチオピア（1976ねんのエチオピア）では、1976年のエチオピアに関する出来事について記述する。

## 概要
1974年のエチオピア革命の後、1975年に正式に帝政が廃止され、急速に国内の組織化・社会主義化が実行される中、臨時軍事行政評議会の実権が副議長であるメンギスツ・ハイレ・マリアム中佐に集中していった。非常事態下のエリトリア州では前年に合流したエリトリア解放戦線(ELF)とエリトリア人民解放戦線(EPLF)が再び決裂し、エチオピアに対する独立戦争を展開すると同時に、エリトリア州内でも対立を深めていった。

## できごと

### 1月
- 1月6日 - 土地及び農業生産に対する課税を布告[1]。

### 2月
- 2月29日 - アフリカネイションズカップ1976がアディスアベバ及びディレダワで開催される（-3月14日）

### 4月
- 4月20日 - 「民族民主革命綱領」が公表される[1]。大衆組織問題臨時事務所設立令が発布される[1]。

### 5月
- 5月16日 - 「エリトリア問題の平和的解決のための9項目」が発表される[1]。エカティト・イデオロギー学校が設立される[1]。

### 7月
- 7月7日 - エリトリア行政区問題特別委員会が設置される[1]。
- 7月17日 - 「ゼメチャ」の第一段階終了の祝賀式典が全国各地で開催される[1]。

### 9月
- 9月23日 - メンギスツ・ハイレ・マリアムPMAC副議長暗殺未遂事件[1]。

### 10月
- 10月9日 - 「南部住民の組織強化と組織化の推進、及び自治体の改組に関する政令」が発される[1]。

### 11月
- 11月26日 - 鉄道運輸省設置。

### 12月
- 12月 - エチオピア政府、ソビエト連邦からの武器供与についてモスクワで合意[2]。

## 誕生
- 1月29日 - Habte Jifar、陸上競技選手[3]